# Natureza-morta com Vaso de Gengibre II
Natureza Morta com Vaso de Gengibre II (em holandês: Stilleven met gemberpot II) é uma pintura a óleo sobre tela realizada pelo artista holandês Piet Mondrian em 1912.
Em Outubro de 1911, Mondrian toma conhecimento do Cubismo na exposição de Amesterdão, onde se encontravam em exibição obras de Picasso e Braque. Depois de se mudar para Paris, Mondrian explora as n ovas ideias do Cubismo, sendo admitido no salão cubista do XXVIII Salão dos Independentes. Neste seu período cubista, que irá até cerca de 1913, Mondrian pinta vários quadros, entre eles Natureza Morta com Vaso de Gengibre I e Natureza Morta com Vaso de Gengibre II. Comparando os dois, que foram realizados com poucos meses de diferença, pode observar-se a forte influência cubista neste último: enquanto que o primeiro tem a influência de Cézanne, já neste segundo podem observar-se os traços de Picasso e Braque: as cores ocre de parte da composição, e o desaparecimento parcial (apenas se distingue o vaso) dos elementos figurativos .